# 迪肯多夫
迪肯多夫是德国莱茵兰-普法尔茨州的一个市镇。总面积1.45平方公里，总人口372人，其中男性178人，女性194人（2011年12月31日），人口密度257人/平方公里。